# Aleksandr Sidjakin
Aleksandr Ivanovitsj Sidjakin (Russisch: Александр Иванович Сидякин) (Moskou, 6 juni 1949) is een voormalig basketbalspeler die uitkwam voor het nationale team van de Sovjet-Unie. Hij kreeg de onderscheiding De kapitein van de sport van internationale klasse van de Sovjet-Unie in 1969 en Geëerde Coach van Rusland.

## Carrière
Sidjakin begon zijn carrière bij Dinamo Wolgograd in 1966. In 1969 stapte hij over naar CSKA Moskou. Met die club werd hij twee keer Landskampioen van de Sovjet-Unie in 1969 en 1970. Ook won hij met die club de EuroLeague in 1969. In 1971 verhuisde hij naar Dinamo Moskou. Met die club werd hij nog drie keer derde om het landskampioenschap van de Sovjet-Unie. Sidjakin won een zilveren medaille op de Europese Kampioenschappen in 1975. Ook won hij brons op het Wereldkampioenschap in 1970. In 1980 stopte hij met basketbal.
Na zijn loopbaan als speler werd Sidjakin basketbalcoach. Hij coachte het mannenteam (assistent coach 1980-1983, hoofdtrainer 1988-1992) en vrouwenteam (1984-1987) van Dinamo (Moskou), Avtodor Saratov (seizoenen 1993/94, 1995/96), Bonus Riga (seizoen 1994/95) en Metropole Talsu, Spartak Moskou, Dinamo Wolgograd.
Hij leidde de teams naar de zilveren medailles van het Russische kampioenschap in 1994 en 1999, brons in 1996. De tweede en derde prijswinnaar om het kampioenschap van Letland.
Hij was nationale teamcoach van de USSR sinds 1991. Assistent coach van het heren Gezamenlijk team op de Olympische Spelen 1992.

## Erelijst
- Landskampioen Sovjet-Unie: 2
  - Winnaar: 1969, 1970
  - Derde: 1975, 1976, 1980
- EuroLeague: 1
  - Winnaar: 1969
- Wereldkampioenschap:
  - Brons: 1970
- Europees kampioenschap:
  - Zilver: 1975

## Speler
4 Krikun ·
5 Paulauskas  ·
6 Sakandelidze ·
7 Zjarmoechamedov ·
8 Sidjakin ·
9 Zastoechov ·
10 S. Belov ·
11 Tomson ·
12 Kovalenko ·
13 Lipso ·
14 A. Belov ·
15 Andrejev ·
Coach: Gomelski
· Assistent-coach: Ozerov
· Assistent-coach: 
4 Bolsjakov ·
5 Pavlov ·
6 Miloserdov ·
7 Salnikov ·
8 Bolosjev ·
9 Edesjko ·
10 S. Belov  ·
11 Sidjakin ·
12 Zjarmoechamedov ·
13 Korkia ·
14 A. Belov ·
15 Zjigili ·
Coach: Kondrasjin
· Assistent-coach: Basjkin
· Assistent-coach: Portnych

## Assistent-coach
4 Vētra ·
5 Bazarevitsj ·
6 Miglinieks ·
7 Gorin ·
8 Panov ·
9 Tichonenko ·
10 Berezjnyj ·
11 Nosov ·
12 Soecharev ·
13 Gadasjev ·
14 Volkov ·
15 Bilostinnyj ·
Coach: Selichov
· Assistent-coach: Sidjakin
· Assistent-coach: 